# Haplochromis victoriae
Espèce
Statut de conservation UICN

 DD  : Données insuffisantes
Haplochromis victoriae est une espèce de poisson de la famille des cichlidae. Elle est endémique du lac Victoria en Afrique.